# Cornelia Horak
Cornelia Horak (* 15. Juli 1966 in Wien) ist eine österreichische Sängerin (Sopran). 
Cornelia Horak stammt aus Wien, wo sie bei Ernst Kölz am Konservatorium und bei Hans Maria Kneihs an der Musikhochschule Blockflöte studierte.
Seit dem Alter von zehn Jahren war sie passionierte Chorsängerin, unter anderem bei Voces Vienna, beim Concentus vocalis und La capella. Ihren ersten Gesangsunterricht nahm sie an der Volkshochschule Wien 13 bei Hilde Rössel-Majdan, deren erste Studentin sie auch am 1990 gegründeten Goetheanischen Konservatorium war. 1993 erhielt sie ihr Diplom mit Auszeichnung.
Von 1993 bis 1999 gehörte sie dem Landestheater Innsbruck an, wechselte darauf für eine Spielzeit an die Volksoper Wien, und von 2000 bis 2007 war sie Ensemblemitglied am Staatstheater am Gärtnerplatz in München.
Dort sang sie Partien wie Ilia (Idomeneo), Fiordiligi (Così fan tutte), Pamina (Die Zauberflöte) und Marzelline (Fidelio). Gleichermaßen zu Hause ist sie in der Operette mit Partien wie Hanna Glawari (Die lustige Witwe) und Orlofsky (Die Fledermaus). Außerdem spielte Horak bereits die weiblichen Hauptrollen in Hello, Dolly! und Kiss Me, Kate.
Ihr Debüt an der Grazer Oper gab Cornelia Horak in der Saison 2007/08 als Lisa (Gräfin Mariza).
Cornelia Horak lebt mit ihrer Familie in Wien. Sie ist mit dem Musikwissenschaftler Christoph Wagner-Trenkwitz verheiratet.